# Dunkelsteinerwald
Dunkelsteinerwald osztrák mezőváros Alsó-Ausztria Melki járásában. 2025 januárjában 2408 lakosa volt. 

## Elhelyezkedése

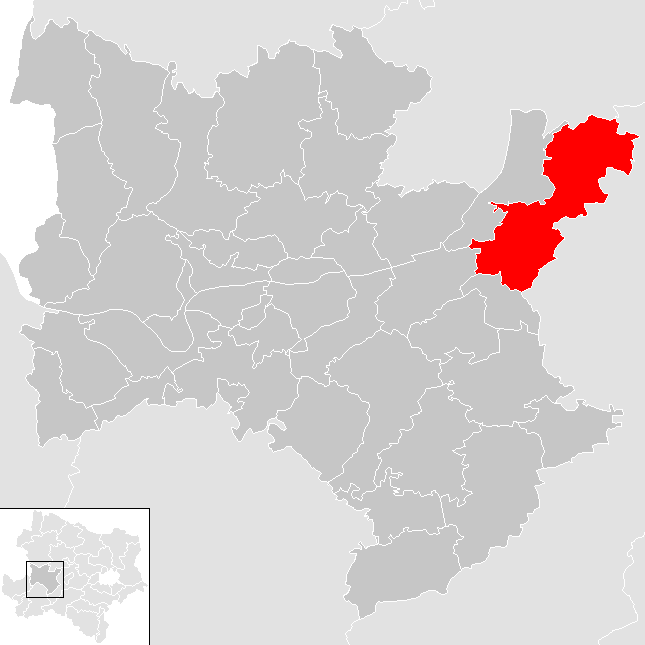
Dunkelsteinerwald a Melki járásban

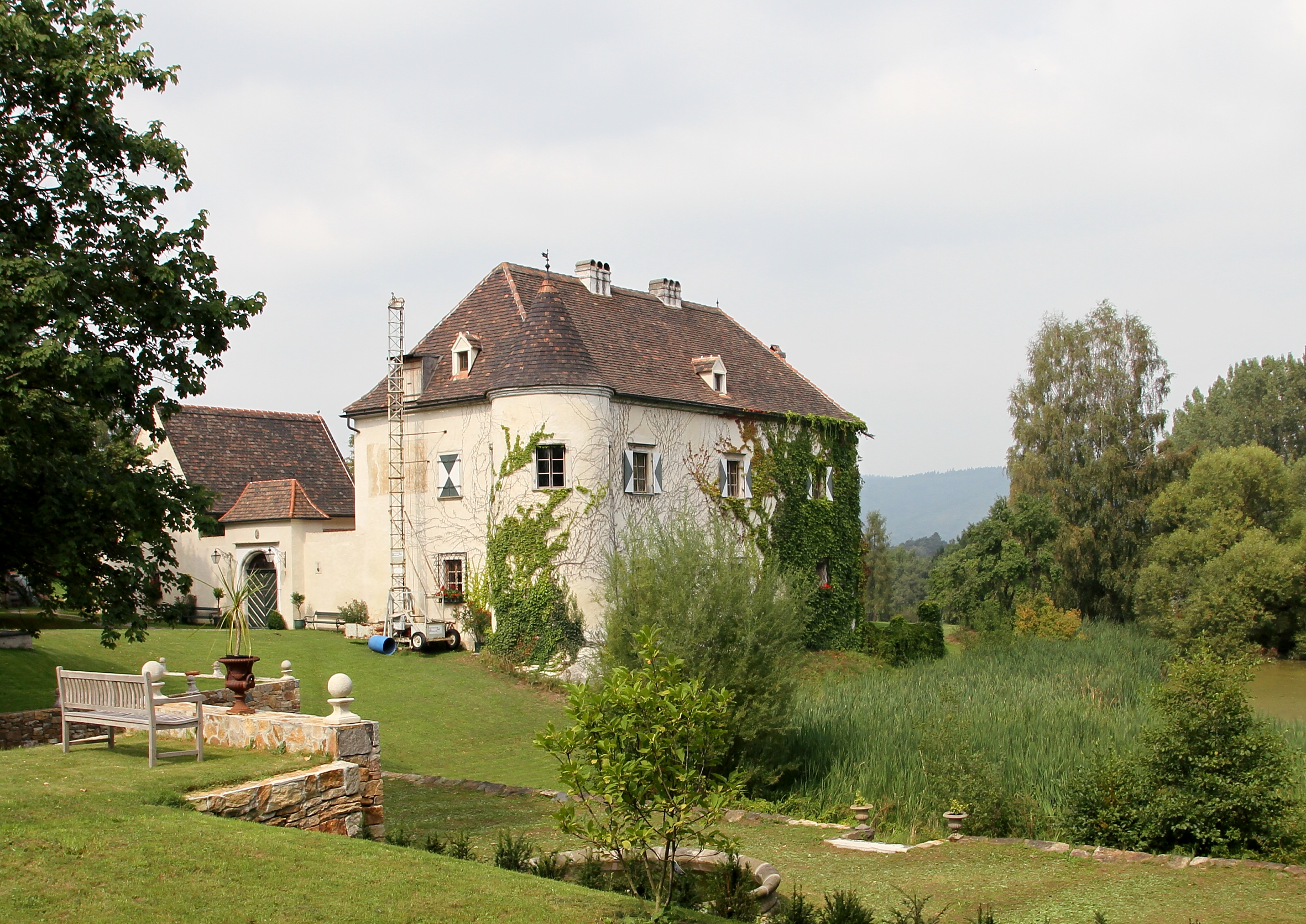
A Grabenhof-kastély

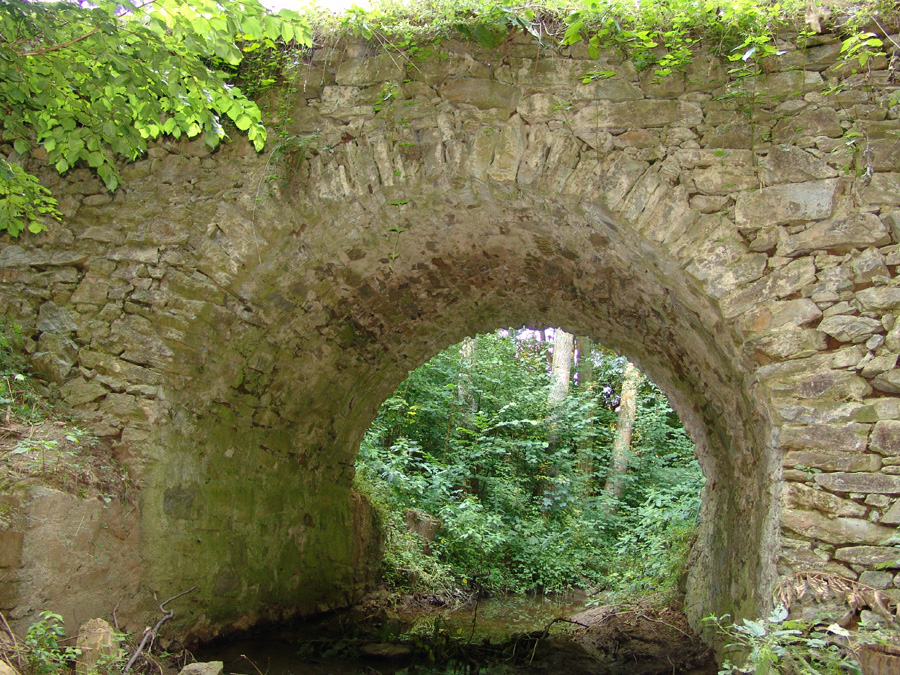
A római híd

Dunkelsteinerwald a tartomány Mostviertel régiójában fekszik a hasonló nevű erdős dombvidéken. Területének 47,2%-a erdő, 47,6% áll mezőgazdasági művelés alatt. Az önkormányzat 33 kisebb-nagyobb települést egyesít, a polgármesteri hivatal Geroldingban található: Aichberg (24 lakos 2025-ben), Besenbuch (58), Bichl (3), Bittersbach (4), Dürnbach (5), Eckartsberg (13), Gansbach (543), Gerolding (260), Häusling (82), Heitzing (14), Hessendorf (38), Himberg (88), Hohenwarth (21), Kicking (50), Kochholz (88), Krapfenberg (13), Lanzing (9), Lerchfeld (20), Lottersberg (31), Maierhöfen (15), Mauer bei Melk (575), Neu-Gerolding (48), Neuhofen (96), Nölling (40), Nonnenhöfen (7), Oed (38), Ohnreith (3), Pfaffing bei Mauer (24), Pinnenhöfen (25), Schwaigbichl (4), Thal (63), Umbach (29) és Ursprung (77). 
A környező önkormányzatok: északra Bergern im Dunkelsteinerwald, északkeletre Wölbling, keletre Obritzberg-Rust és Karlstetten, délkeletre Hafnerbach és Haunoldstein, délre Loosdorf, délnyugatra Melk, nyugatra Schönbühel-Aggsbach.

## Története
Geroldingot egy 1091-1108 között kelt oklevél említi először, mely szerint egy bizonyos Richiza úrnő itteni birtokát a göttweigi apátságnak adományozta. Egyházközségét 1165-ben alapította Marquard von Schönbühel. 1387-ben az aggsbachi karthauzi kolostor vette át a falu egyházi felügyeletét, egészen az apátság 1782-es felszámolásáig. 
Dunkelsteinerwald önkormányzata 1970-ben jött létre Gansbach, Gerolding, Kicking és Mauer községek egyesülésével. 

## Lakosság
A dunkelsteinerwaldi önkormányzat területén 2025 januárjában 2408 fő élt. Lakosságszáma 1971 óta enyhén gyarapodó tendenciát mutat. 2023-ban az ittlakók 95,9%-a volt osztrák állampolgár; a külföldiek közül 0,9% a régi (2004 előtti), 1,9% az új EU-tagállamokból érkezett. 0,3% a volt Jugoszlávia (Horvátország és Szlovénia kivételével) vagy Törökország; 1% egyéb ország polgára volt. 2001-ben a lakosok 90,4%-a római katolikusnak, 1,4% evangélikusnak, 0,3% ortodoxnak, 0,7% mohamedánnak, 5,4% pedig felekezeten kívülinek vallotta magát. Ugyanekkor egy magyar élt a mezővárosban; a legnagyobb nemzetiségi csoportot a német anyanyelvűeken (97,5%) kívül a törökök alkották 8 fővel.  
A népesség változása:

| 2016 | 2 368 |
| 2018 | 2 390 |

## Látnivalók
- a Grabenhof-kastély
- a római híd
- a geroldingi Keresztelő Szt. János-plébániatemplom
- a gansbachi Szt. Bertalan-plébániatemplom
- a maueri kegytemplom